# Combate de Tritalco
El Combate de Tritalco, que algunas fuentes presentan como Combate de Trilaleo tuvo lugar cerca de Chillán el 1 de noviembre de 1819 y enfrentó a las montoneras realistas con las fuerzas patriotas del Gobierno provisorio de Chile. Fue una batalla de la Patria Nueva chilena ocurrida en el marco de la llamada Guerra a Muerte.
Los realistas, que en total sumaban unos quinientos, estaban dirigidos por Vicente Benavides y las patriotas por Pedro Nolasco Victoriano. Este se encontró con las fuerzas enemigas solamente teniendo a cien hombres bajo su hombres.
A pesar de la desproporción, Victoriano atacó tres veces, estrellándose contra un muro de lanzas y bayonetas.
Con veinte hombres que le quedaron se retiró de Chillán, pasando el río Ñuble, para refugiarse en San Carlos. La ciudad de Chillán fue ocupada por el enemigo, quien cometió toda clase de atrocidades.
Después de esto, los montoneros de Benavides se retiraron por miedo a ser acorralados, ya que Ilizondo y Bocardo temían un ataque de las fuerzas de Pedro Andrés Alcázar y de Ramón Freire por su retaguardia.